# Doogie White
Doogie White (Motherwell, 7 marzo 1960) è un cantante britannico.

## Biografia
I gruppi più famosi per i quali ha prestato la sua voce sono Praying Mantis, Rainbow, Yngwie Malmsteen. Prima dell'affermazione discografica con i Rainbow, debutta con il gruppo La Paz ed in seguito debutta su LP con i Midnight Blue.
Nel 2009 reincide le vocals in inglese per l'ultimo disco dei Rata Blanca, dopodiché si unisce al Michael Schenker Fest, in sostituzione di Graham Bonnet; dopo aver inciso due album in studio con questo gruppo, abbandonerà la band nel 2021, per unirsi agli Alcatrazz, sostituendo nuovamente lo stesso Bonnett.

## Discografia

### Con i Rainbow
- 1995 – Stranger in Us All

### Con gli Alcatrazz
- 2021 - V

### Con i Cornerstone
- 2000 – Arrival
- 2002 – Human Stain
- 2003 – Once Upon our Yesterdays
- 2005 – In Concert
- 2007 – Two Tales of One Tomorrow

### Con i Midnight Blue
- 1994 – Take the Money and Run

### Con i Praying Mantis
- 1991 – Predator in Disguise

### Con Yngwie Malmsteen
- 2002 – Attack!!
- 2005 – Unleash the Fury

### Con i Tank (Tucker/Evans)
- 2010 – War Machine
- 2012 – War Nation